# Erebia issyka
Erebia issyka är en fjärilsart som beskrevs av Otto Staudinger 1886. Erebia issyka ingår i släktet Erebia och familjen praktfjärilar. Inga underarter finns listade i Catalogue of Life.